# Gara Capul Midia
Gara Capul Midia este o stație de cale ferată care deservește orașul Năvodari, județul Constanța, România. Se află lângă Rafinăria Petromidia.